# El Poal
El Poal (spanisch Poal) ist eine katalanische Gemeinde (municipio) mit 653 Einwohnern (Stand: 2024) in der Provinz Lleida im Nordosten Spaniens. Sie gehört zur Comarca Pla d’Urgell.
Bis 1922 war El Poal eine Ortschaft in der Nachbargemeinde Bellvís.

## Geographische Lage
El Poal liegt etwa 22 Kilometer ostnordöstlich von Lleida in einer Höhe von ca. 215 m.

## Bevölkerungsentwicklung
| 1930 | 1950 | 1970 | 1981 | 1991 | 2001 | 2011 | 2021 |
| ---- | ---- | ---- | ---- | ---- | ---- | ---- | ---- |
| 659  | 768  | 815  | 689  | 646  | 634  | 645  | 667  |

## Sehenswürdigkeiten

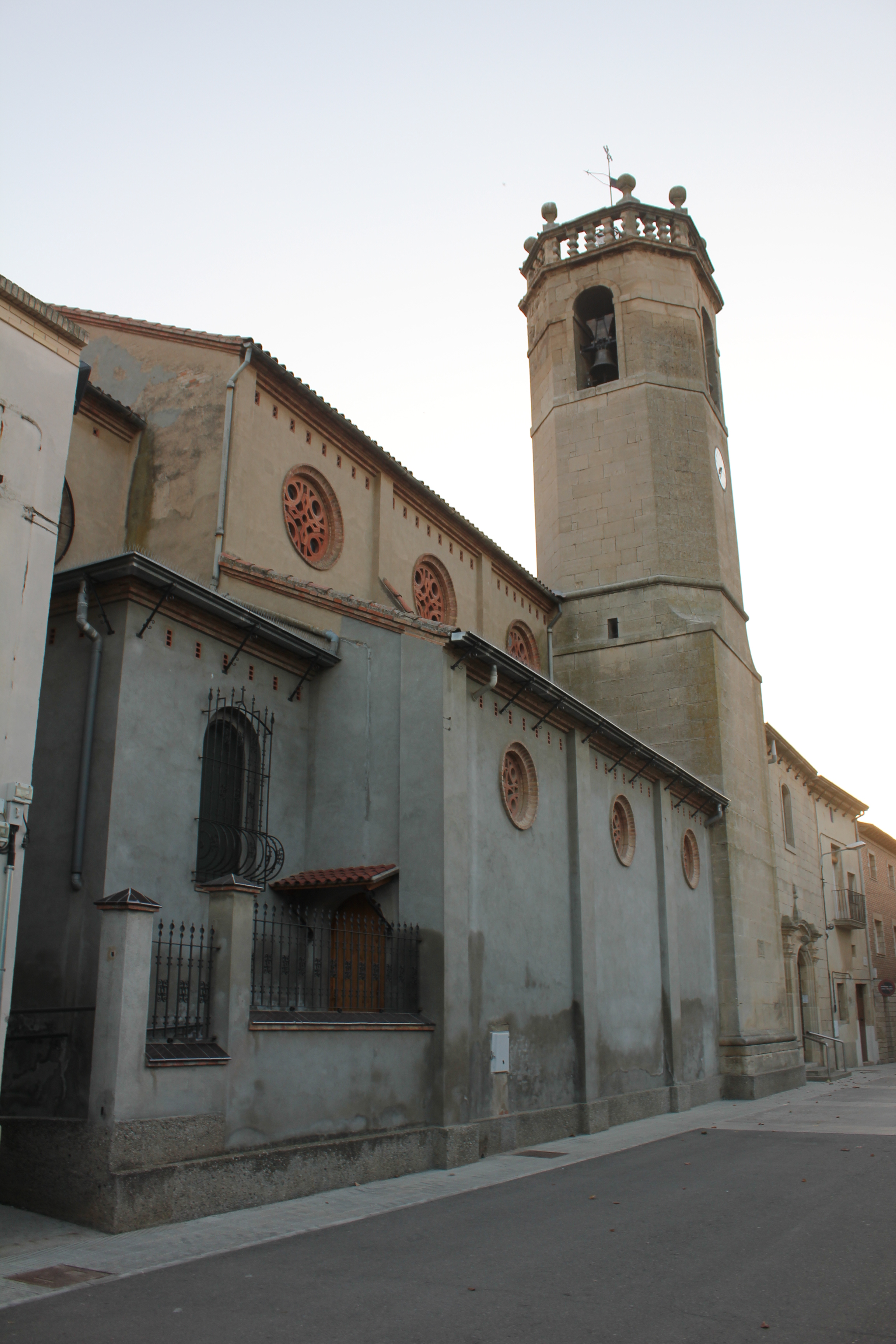
Johannes-der-Täufer-Kirche

- Johannes-der-Täufer-Kirche